# Politisk korrekthed
Politisk korrekthed er den danske betegnelse for political correctness (PC). Begrebet har sin oprindelse i det amerikanske universitetsmiljø i 1980'erne, hvor især kvindelige studerende og repræsentanter for etniske, sexuelle og kulturelle mindretal krævede ligestilling, bl.a. ved at flertallet skulle undgå brugen af nedsættende udtryk om disse mindretal. Kritikere af disse krav benyttede begrebet PC som en fællesbetegnelse for disse multikulturalistiske holdninger.

## Begrebets udvikling
I løbet af 1990'erne udviklede begrebet sig til i bredeste forstand at omfatte bestræbelser på at rense sproget for udtryk, der kan opfattes som nedsættende eller krænkende. I 1998 var udtrykket politisk korrekthed så almindeligt i Danmark, at Dansk Sprognævn udsendte en artikel om det 
Heri henvises til en definition af Politisk korrekthed som "en bevægelse el. retning der er opstået i USA, og som stræber efter at beskytte mennesker (især farvede, handicappede, homoseksuelle og kvinder) mod ringeagt og overgreb fra andre samfundsborgeres side."  Den politiske korrekthed er medvirkende til at ændre sprogbrugen i tre retninger:
1. Reparation
2. Fornyelse
3. Eufemisme

En reparation er en neutral omskrivning af et belastet ord. En fornyelse er et forsøg på at nedbryde et tabu – begreb, mens en eufemisme er en omskrivning af et tabu – begreb.  Fx er gæstearbejder en reparation af det belastede fremmedarbejder, mens indvandrer både kan opfattes som en fornyelse og en eufemisme.
I de senere år er politisk korrekthed som begreb blevet udvidet til også at omfatte enhver polemisk karakteristik af holdninger og synspunkter som menes antaget og formuleret af mennesker, man er politisk uenig med. I denne betydning er begrebet konjunkturbestemt, især hvis det overvejende anvendes af et politisk flertal som legitimation for at stemple modpartens synspunkter. Når det anvendes på denne måde er det i og med flertallets fortrinsret meningsløst.
For eksempel betegner Søren Krarup i Kristendom og danskhed den politiske korrekthed som en "krig mod det danske folk", mens Georg Metz hævder, at det er politisk korrekt at stigmatisere muslimer.